# Jeroni Contijoc
Jeroni Contijoc   (Rocafort de Queralt, 1509 - Monestir de Santes Creus, 27 de juliol de 1593) va ser abat del monestir de Santes Creus entre 1560 i 1593. És el segon abat que ha ocupat més anys el càrrec.

## Biografia
Des de mitjans del segle xiii, el cognom Contijoc apareix constantment en els manuals notarials i llibres de notes de Santa Coloma de Queralt, Conesa, Vilaverd, Barberà de la Conca i Rocafort de Queralt. En un moment desconegut de la primera meitat del segle xvi, molts membres de la família Contijoc es desplacen des de Rocafort a Conesa.
Jeroni entra al monestir de Santes Creus el 1531 com a monjo. No coneixem referències documentals sobre la seva vida d’adolescent i la primera edat adulta. Entre 1542 i 1555 exerceix diferents funcions a Conesa: notari (1542-1552), vicari, síndic, procurador i ecònom. En paral·lel, seguia essent monjo del cenobi cistercenc. La primera carta que firma com a abat del monestir data del 10 de juliol de 1560. El nomenament oficial com a líder espiritual de Santes Creus no es realitza, però, fins al 26 de novembre del mateix any.

## Control del Senyoriu de Santes Creus i dels monestirs cistercencs
El 16 de gener de 1562 envia una carta circular a tots els pobles del Senyoriu anunciant el nomenament de fra Lluís Amigó com a comissari, oficial i lloctinent de batlle general del monestir, a qui s'encomana “la captió y dettenció dels delinqüents”. Segons apunten Isabel Companys i Maria Joana Virgili, el 17 d’agost de 1563 nomena com a procuradors a fra Jaume Gilet i fra Lluís Amigó “a fi de capturar i castigar tots els monjos, professos i laics i els donats fugits del monestir”. Durant aquest bienni (1562-63) intervé com a prelat català, en el darrer període de Concili de Trento.
Juntament amb Joan de Guimerà, abat de Poblet, és nomenat visitador i reformador dels monestirs de la Corona d’Aragó, Navarra i Castella per part del Capítol General del Cister (1565). Des d’aquesta condició, l’11 de maig de 1566 envia ordinacions al monestir navarrès de Leire sobre la vida litúrgica i l’administració de l’Orde, així com la tripartició de les rendes del monestir entre l’abat, el convent i la fàbrica. En la mateixa línia, el 1567 ordena disposicions al monestir de Valldonzella sobre la celebració de l’ofici diví i la vida en comunitat: observança de la clausura, límits de la propietat particular, substitució de capellans seculars per monjos de l’Orde, ús de llibres cistercencs. L’hivern de 1568 també fa una visita a Vallbona de les Monges.
En el lustre 1565-1670, durant el qual la influència de Contijoc creix progressivament, l’abat aconsegueix que Santes Creus prengui possessió de l’abadia femenina de Santa Maria de l’Eula, a Perpinyà. L’adquisició permet que els frares del monestir puguin estudiar al Rosselló, tenint una via d’accés més directa amb universitat d’alt nivell com les de Montpeller, Bolonya, Tolosa o París.

## Promotor d’obres artístiques
A instàncies de Contijoc, el 1569 es culminen les obres de la Casa Delmera de Conesa, aixeca sobre l’antic castell del municipi. En la façana renaixentista s'hi poden veure els escuts nobiliaris del monestir i de l’abat. Santes Creus posseïa el senyoriu de Santes Creus des de 1383. Probablement, aquest monument va respondre a la doble voluntat d’embellir la vila d’adopció de Contijoc i al mateix temps consolidar el poder del monestir en el poble, atès que aquest volia reincorporar-se a la jurisdicció reial.

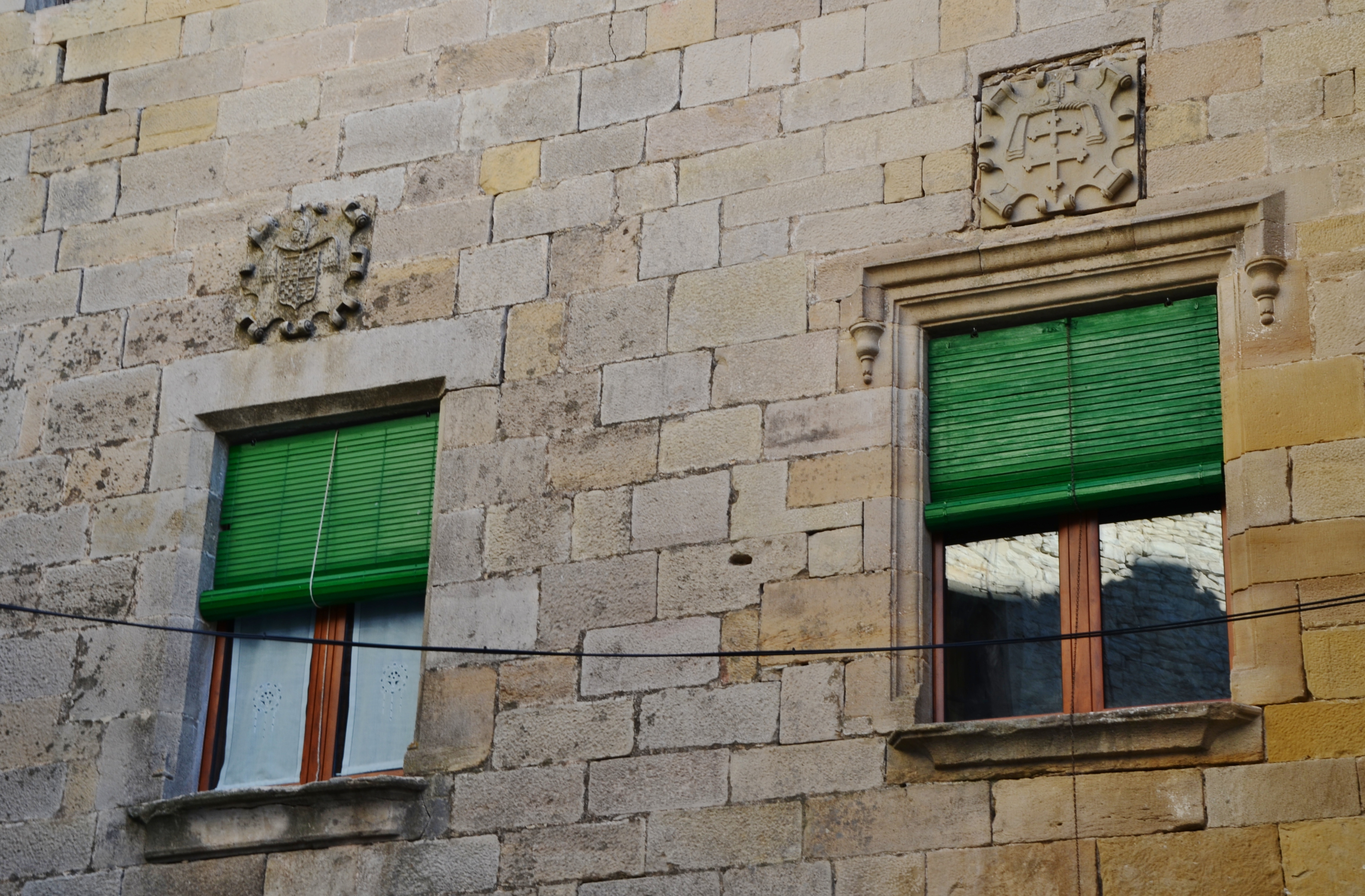
Els escuts de l'abat Contijoc i del monestir de Santes Creus, en la Casa Delmera de Conesa

En l’inventari realitzat el 1574 al monestir de Santes Creus constata les obres que Contijoc va incorporar al monestir durant la primera meitat del seu abadiat: dos retaules, una capella nova, múltiples escultures i material per a l’ofici. L’obra més emblemàtica que Contijoc deixarà a la posteritat és la Torre de les Hores, d’estil renaixentista, construïda per a ubicar-hi el rellotge i les campanes del monestir, segons alguns autors inspirada en el campanar de Conesa. 

## Declivi i enemistat amb Conesa
El 1587, el monestir de Santes Creus perd el priorat de l’ordre de Montesa a favor de la monarquia castellana. Aquell any, Contijoc té greus problemes de salut, afectat de quatre llagues profundes a la cama esquerra i d’importants insuficiències renals.
El 5 de febrer de 1592, la Reial Audiència de Catalunya anul·la la venda que la corona catalana havia fet a Santes Creus el 1383. El veredicte estableix que, si Conesa vol reincorporar-se a la jurisdicció reial, senzillament ha de retornar les 1.255 lliures que el monestir havia pagat 209 anys enrere. En adonar-se que el pagament d’aquesta xifra no tenia efectes palpables, els conesins van cremar la Casa Delmera, procedint a incendiar les portes de l’hort annex i a l’assassinat d’un criat que hi vivia. El 27 de juliol de 1593, la monarquia comença a rebre les rendes, censos i altres rendes de Conesa.
Contijoc mor el 30 d’agost de 1593, essent enterrat a la Sala Capitular de Santes Creus. La seva sepultura va ser violada en la crema i saqueig que el monestir va sofrir el 1835.